# Port Coquitlam
Port Coquitlam é uma cidade do Canadá, província de Colúmbia Britânica. Sua área é de 28.79 km quadrados, e sua população é de 51 255 habitantes (do censo nacional de 2001). 
É o local de criação de um dos canadenses mais conhecidos na América do Norte, Terry Fox. 
Foi também o local da morte de Amanda Todd, vítima de bullying e cyberbullying, e do ator Logan Williams, que interpretou Barry Allen quando jovem em The Flash.